# Interlands Schots voetbalelftal 1930-1939
Deze pagina toont een chronologisch en gedetailleerd overzicht van de interlands die het Schots voetbalelftal heeft gespeeld in de periode 1930 – 1939.

## Interlands

### 1930
|                                                                                        |                                                |       |                  |                                                                                |
| 22 februari British Home Championship 1929/30 № 148 «onderlinge duels» 15:00 uur (UTC) | Schotland                                      | 3 – 1 | Noord-Ierland    | Celtic Park, Glasgow Toeschouwers: 31.808 Scheidsrechter: Arnold Josephs (ENG) |
| 22 februari British Home Championship 1929/30 № 148 «onderlinge duels» 15:00 uur (UTC) | Hughie Gallacher 32', 61' George Stevenson 72' |       | 39' Harold McCaw | Celtic Park, Glasgow Toeschouwers: 31.808 Scheidsrechter: Arnold Josephs (ENG) |

|                                                                                    |                                                          |       |                        |                                                                                    |
| 5 april British Home Championship 1929/30 № 149 «onderlinge duels» 15:15 uur (UTC) | Engeland                                                 | 5 – 2 | Schotland              | Wembley Stadium, Londen Toeschouwers: 87.375 Scheidsrechter: William McClean (NIR) |
| 5 april British Home Championship 1929/30 № 149 «onderlinge duels» 15:15 uur (UTC) | Vic Watson 11', 28' Ellis Rimmer 33', 55' David Jack 49' |       | 49', 62' Jimmy Fleming | Wembley Stadium, Londen Toeschouwers: 87.375 Scheidsrechter: William McClean (NIR) |

|                                                                     |           |                           |           | |
| 18 mei Vriendschappelijk № 150 «onderlinge duels» 15:00 uur (UTC+1) | Frankrijk | 0 – 2                     | Schotland | Stade olympique Yves-du-Manoir, Colombes Toeschouwers: 25.000 Scheidsrechter: Raphaël Van Praag (BEL) |
| 18 mei Vriendschappelijk № 150 «onderlinge duels» 15:00 uur (UTC+1) |           | 42', 85' Hughie Gallacher |           | Stade olympique Yves-du-Manoir, Colombes Toeschouwers: 25.000 Scheidsrechter: Raphaël Van Praag (BEL) |

|                                                                                       |                    |       |                  |                                                                                 |
| 25 oktober British Home Championship 1930/31 № 151 «onderlinge duels» 15:00 uur (UTC) | Schotland          | 1 – 1 | Wales            | Ibrox Stadium, Glasgow Toeschouwers: 23.106 Scheidsrechter: Charlie Lines (ENG) |
| 25 oktober British Home Championship 1930/31 № 151 «onderlinge duels» 15:00 uur (UTC) | Barney Battles 43' |       | 6' Tommy Bamford | Ibrox Stadium, Glasgow Toeschouwers: 23.106 Scheidsrechter: Charlie Lines (ENG) |

### 1931
|                                                                                        |               |       |           |                                                                            |
| 21 februari British Home Championship 1930/31 № 152 «onderlinge duels» 15:00 uur (UTC) | Noord-Ierland | 0 – 0 | Schotland | Windsor Park, Belfast Toeschouwers: 27.000 Scheidsrechter: Bert Hull (ENG) |
| 21 februari British Home Championship 1930/31 № 152 «onderlinge duels» 15:00 uur (UTC) |               |       |           | Windsor Park, Belfast Toeschouwers: 27.000 Scheidsrechter: Bert Hull (ENG) |

|                                                                                     |                                   |       |          |                                                                               |
| 28 maart British Home Championship 1930/31 № 153 «onderlinge duels» 15:00 uur (UTC) | Schotland                         | 2 – 0 | Engeland | Hampden Park, Glasgow Toeschouwers: 129.810 Scheidsrechter: Alf Attwood (WAL) |
| 28 maart British Home Championship 1930/31 № 153 «onderlinge duels» 15:00 uur (UTC) | Bob McPhail 61' Jimmy McGrory 64' |       |          | Hampden Park, Glasgow Toeschouwers: 129.810 Scheidsrechter: Alf Attwood (WAL) |

|                                                                     |                                                                            |       |           |                                                                                |
| 16 mei Vriendschappelijk № 154 «onderlinge duels» 17:45 uur (UTC+1) | Oostenrijk                                                                 | 5 – 0 | Schotland | Hohe Wartestadion, Wenen Toeschouwers: 40.000 Scheidsrechter: Paul Ruoff (SUI) |
| 16 mei Vriendschappelijk № 154 «onderlinge duels» 17:45 uur (UTC+1) | Toni Schall 27' Karl Zischek 29', 69' Adolf Vogl 49' Matthias Sindelar 79' |       |           | Hohe Wartestadion, Wenen Toeschouwers: 40.000 Scheidsrechter: Paul Ruoff (SUI) |

|                                                                     |                                                              |       |           |                                                                                    |
| 20 mei Vriendschappelijk № 155 «onderlinge duels» 17:15 uur (UTC+1) | Italië                                                       | 3 – 0 | Schotland | Stadio Nazionale PNF, Rome Toeschouwers: 25.000 Scheidsrechter: Peco Bauwens (GER) |
| 20 mei Vriendschappelijk № 155 «onderlinge duels» 17:15 uur (UTC+1) | Raffaele Costantino 6' Giuseppe Meazza 42' Raimundo Orsi 87' |       |           | Stadio Nazionale PNF, Rome Toeschouwers: 25.000 Scheidsrechter: Peco Bauwens (GER) |

|                                                                 |                                  |       |                                                 |                                                                                   |
| 24 mei Vriendschappelijk № 156 «onderlinge duels» 15:00 (UTC+1) | Zwitserland                      | 2 – 3 | Schotland                                       | Parc des Sports, Genève Toeschouwers: 10.000 Scheidsrechter: Albino Carraro (ITA) |
| 24 mei Vriendschappelijk № 156 «onderlinge duels» 15:00 (UTC+1) | Albert Büche 31' Max Fauguel 66' |       | 22' James Easson 24' Billy Boyd 89' Andrew Love | Parc des Sports, Genève Toeschouwers: 10.000 Scheidsrechter: Albino Carraro (ITA) |

|                                                                                           |                                                       |       |                 |                                                                                 |
| 19 september British Home Championship 1931/32 № 157 «onderlinge duels» 15:00 uur (UTC+1) | Schotland                                             | 3 – 1 | Noord-Ierland   | Ibrox Stadium, Glasgow Toeschouwers: 33.000 Scheidsrechter: Isaac Caswell (ENG) |
| 19 september British Home Championship 1931/32 № 157 «onderlinge duels» 15:00 uur (UTC+1) | George Stevenson 5' Jimmy McGrory 34' Bob McPhail 65' |       | 21' Jimmy Dunne | Ibrox Stadium, Glasgow Toeschouwers: 33.000 Scheidsrechter: Isaac Caswell (ENG) |

|                                                                                       |                                            |       |                                                         |                                                                                     |
| 31 oktober British Home Championship 1931/32 № 158 «onderlinge duels» 15:15 uur (UTC) | Wales                                      | 2 – 3 | Schotland                                               | Racecourse Ground, Wrexham Toeschouwers: 10.860 Scheidsrechter: Isaac Caswell (ENG) |
| 31 oktober British Home Championship 1931/32 № 158 «onderlinge duels» 15:15 uur (UTC) | Ernest Curtis 12' (pen.) Ernest Curtis 78' |       | 25' George Stevenson 31' Bert Thomson 54' Jimmy McGrory | Racecourse Ground, Wrexham Toeschouwers: 10.860 Scheidsrechter: Isaac Caswell (ENG) |

### 1932
|                                                                                    |                                                   |       |           |                                                                                 |
| 9 april British Home Championship 1931/32 № 159 «onderlinge duels» 15:00 uur (UTC) | Engeland                                          | 3 – 0 | Schotland | Wembley Stadium, Londen Toeschouwers: 92.180 Scheidsrechter: Sam Thompson (NIR) |
| 9 april British Home Championship 1931/32 № 159 «onderlinge duels» 15:00 uur (UTC) | Tom Waring 36' Bobby Barclay 80' Sammy Crooks 88' |       |           | Wembley Stadium, Londen Toeschouwers: 92.180 Scheidsrechter: Sam Thompson (NIR) |

|                                                                    |                             |       |                          |                                                                                                   |
| 8 mei Vriendschappelijk № 160 «onderlinge duels» 15:00 uur (UTC+1) | Frankrijk                   | 1 – 3 | Schotland                | Stade olympique Yves-du-Manoir, Colombes Toeschouwers: 8.000 Scheidsrechter: Albino Carraro (ITA) |
| 8 mei Vriendschappelijk № 160 «onderlinge duels» 15:00 uur (UTC+1) | Marcel Langiller 43' (pen.) |       | 14', 27', 40' Neil Dewar | Stade olympique Yves-du-Manoir, Colombes Toeschouwers: 8.000 Scheidsrechter: Albino Carraro (ITA) |

|                                                                                           |               |                                                      |           |                                                                                 |
| 17 september British Home Championship 1932/33 № 161 «onderlinge duels» 15:00 uur (UTC+1) | Noord-Ierland | 0 – 4                                                | Schotland | Windsor Park, Belfast Toeschouwers: 40.000 Scheidsrechter: William Harper (ENG) |
| 17 september British Home Championship 1932/33 № 161 «onderlinge duels» 15:00 uur (UTC+1) |               | 3' Jimmy King 27', 68' Bob McPhail 76' Jimmy McGrory |           | Windsor Park, Belfast Toeschouwers: 40.000 Scheidsrechter: William Harper (ENG) |

|                                                                       |                                 |       |                                                                                     |                                                                                      |
| 26 oktober British Home Championship 1932/33 № 162 «onderlinge duels» | Schotland                       | 2 – 5 | Wales                                                                               | Tynecastle Park, Edinburgh Toeschouwers: 31.000 Scheidsrechter: William Harper (ENG) |
| 26 oktober British Home Championship 1932/33 № 162 «onderlinge duels» | Neil Dewar 63' Dally Duncan 66' |       | 10' (e.d.) Jock Thomson 20' Tom Griffiths 25', 46' Taffy O'Callaghan 43' Dai Astley | Tynecastle Park, Edinburgh Toeschouwers: 31.000 Scheidsrechter: William Harper (ENG) |

### 1933
|                                                                                    |                       |       |                 |                                                                                |
| 1 april British Home Championship 1932/33 № 163 «onderlinge duels» 15:00 uur (UTC) | Schotland             | 2 – 1 | Engeland        | Hampden Park, Glasgow Toeschouwers: 134.710 Scheidsrechter: Sam Thompson (NIR) |
| 1 april British Home Championship 1932/33 № 163 «onderlinge duels» 15:00 uur (UTC) | Jimmy McGrory 5', 81' |       | 30' George Hunt | Hampden Park, Glasgow Toeschouwers: 134.710 Scheidsrechter: Sam Thompson (NIR) |

|                                                                                           |                 |       |                     |                                                                            |
| 16 september British Home Championship 1933/34 № 164 «onderlinge duels» 15:00 uur (UTC+1) | Schotland       | 1 – 2 | Noord-Ierland       | Celtic Park, Glasgow Toeschouwers: 27.135 Scheidsrechter: Eddie Wood (ENG) |
| 16 september British Home Championship 1933/34 № 164 «onderlinge duels» 15:00 uur (UTC+1) | Bob McPhail 84' |       | 8', 13' Davy Martin | Celtic Park, Glasgow Toeschouwers: 27.135 Scheidsrechter: Eddie Wood (ENG) |

|                                                                                        |                                                    |       |                                       |                                                                            |
| 4 oktober British Home Championship 1933/34 № 165 «onderlinge duels» 17:15 uur (UTC+1) | Wales                                              | 3 – 2 | Schotland                             | Ninian Park, Cardiff Toeschouwers: 40.000 Scheidsrechter: Eddie Wood (ENG) |
| 4 oktober British Home Championship 1933/34 № 165 «onderlinge duels» 17:15 uur (UTC+1) | Willie Evans 25' Walter Robbins 35' Dai Astley 57' |       | 75' Willie Macfadyen 80' Dally Duncan | Ninian Park, Cardiff Toeschouwers: 40.000 Scheidsrechter: Eddie Wood (ENG) |

|                                                                        |                                          |       |                                  |                                                                                |
| 29 november Vriendschappelijk № 166 «onderlinge duels» 14:30 uur (UTC) | Schotland                                | 2 – 2 | Oostenrijk                       | Hampden Park, Glasgow Toeschouwers: 62.000 Scheidsrechter: John Langenus (BEL) |
| 29 november Vriendschappelijk № 166 «onderlinge duels» 14:30 uur (UTC) | Davie Meiklejohn 5' Willie Macfadyen 49' |       | 39' Karl Zischek 52' Toni Schall | Hampden Park, Glasgow Toeschouwers: 62.000 Scheidsrechter: John Langenus (BEL) |

### 1934
|                                                                                     |                                                 |       |           |                                                                                 |
| 14 april British Home Championship 1933/34 № 167 «onderlinge duels» 15:00 uur (UTC) | Engeland                                        | 3 – 0 | Schotland | Wembley Stadium, Londen Toeschouwers: 92.363 Scheidsrechter: Sam Thompson (NIR) |
| 14 april British Home Championship 1933/34 № 167 «onderlinge duels» 15:00 uur (UTC) | Cliff Bastin 43' Eric Brook 80' Jack Bowers 88' |       |           | Wembley Stadium, Londen Toeschouwers: 92.363 Scheidsrechter: Sam Thompson (NIR) |

|                                                                                       |                                    |       |                       |                                                                           |
| 20 oktober British Home Championship 1934/35 № 168 «onderlinge duels» 15:00 uur (UTC) | Noord-Ierland                      | 2 – 1 | Schotland             | Windsor Park, Belfast Toeschouwers: 39.752 Scheidsrechter: Bert Mee (ENG) |
| 20 oktober British Home Championship 1934/35 № 168 «onderlinge duels» 15:00 uur (UTC) | Davy Martin 80' Jackie Coulter 90' |       | 40' Patrick Gallacher | Windsor Park, Belfast Toeschouwers: 39.752 Scheidsrechter: Bert Mee (ENG) |

|                                                                                        |                                          |       |                                    |                                                                                     |
| 21 november British Home Championship 1934/35 № 169 «onderlinge duels» 14:20 uur (UTC) | Schotland                                | 3 – 2 | Wales                              | Pittodrie Stadium, Aberdeen Toeschouwers: 26.334 Scheidsrechter: Sam Thompson (NIR) |
| 21 november British Home Championship 1934/35 № 169 «onderlinge duels» 14:20 uur (UTC) | Dally Duncan 23' Charlie Napier 46', 85' |       | 7' Charlie Phillips 88' Dai Astley | Pittodrie Stadium, Aberdeen Toeschouwers: 26.334 Scheidsrechter: Sam Thompson (NIR) |

### 1935
|                                                                                    |                       |       |          |                                                                                |
| 6 april British Home Championship 1934/35 № 170 «onderlinge duels» 15:00 uur (UTC) | Schotland             | 2 – 0 | Engeland | Hampden Park, Glasgow Toeschouwers: 129.693 Scheidsrechter: Sam Thompson (NIR) |
| 6 april British Home Championship 1934/35 № 170 «onderlinge duels» 15:00 uur (UTC) | Dally Duncan 43', 49' |       |          | Hampden Park, Glasgow Toeschouwers: 129.693 Scheidsrechter: Sam Thompson (NIR) |

|                                                                                        |                      |       |                  |                                                                              |
| 5 oktober British Home Championship 1935/36 № 171 «onderlinge duels» 15:30 uur (UTC+1) | Wales                | 1 – 1 | Schotland        | Ninian Park, Cardiff Toeschouwers: 37.568 Scheidsrechter: Bert Caseley (ENG) |
| 5 oktober British Home Championship 1935/36 № 171 «onderlinge duels» 15:30 uur (UTC+1) | Charlie Phillips 40' |       | 34' Dally Duncan | Ninian Park, Cardiff Toeschouwers: 37.568 Scheidsrechter: Bert Caseley (ENG) |

|                                                                                        |                                   |       |                 |                                                                                      |
| 13 november British Home Championship 1935/36 № 172 «onderlinge duels» 14:30 uur (UTC) | Schotland                         | 2 – 1 | Noord-Ierland   | Tynecastle Park, Edinburgh Toeschouwers: 29.000 Scheidsrechter: Harry Nattrass (ENG) |
| 13 november British Home Championship 1935/36 № 172 «onderlinge duels» 14:30 uur (UTC) | Tommy Walker 60' Dally Duncan 89' |       | 49' Jimmy Kelly | Tynecastle Park, Edinburgh Toeschouwers: 29.000 Scheidsrechter: Harry Nattrass (ENG) |

### 1936
|                                                                                    |                    |       |                         |                                                                                     |
| 4 april British Home Championship 1935/36 № 173 «onderlinge duels» 15:15 uur (UTC) | Engeland           | 1 – 1 | Schotland               | Wembley Stadium, Londen Toeschouwers: 93.267 Scheidsrechter: William Hamilton (IRL) |
| 4 april British Home Championship 1935/36 № 173 «onderlinge duels» 15:15 uur (UTC) | George Camsell 30' |       | 77' (pen.) Tommy Walker | Wembley Stadium, Londen Toeschouwers: 93.267 Scheidsrechter: William Hamilton (IRL) |

|                                                                         |                        |       |           |                                                                             |
| 14 oktober Vriendschappelijk № 174 «onderlinge duels» 16:00 uur (UTC+1) | Schotland              | 2 – 0 | Duitsland | Ibrox Park, Glasgow Toeschouwers: .000 Scheidsrechter: Harry Nattrass (ENG) |
| 14 oktober Vriendschappelijk № 174 «onderlinge duels» 16:00 uur (UTC+1) | Jimmy Delaney 66', 83' |       |           | Ibrox Park, Glasgow Toeschouwers: .000 Scheidsrechter: Harry Nattrass (ENG) |

|                                                                                       |                      |       |                                                       |                                                                                 |
| 31 oktober British Home Championship 1936/37 № 175 «onderlinge duels» 15:00 uur (UTC) | Noord-Ierland        | 1 – 3 | Schotland                                             | Windsor Park, Belfast Toeschouwers: 45.000 Scheidsrechter: Tommy Thompson (ENG) |
| 31 oktober British Home Championship 1936/37 № 175 «onderlinge duels» 15:00 uur (UTC) | Norman Kernaghan 26' |       | 28' Charlie Napier 46' Alex Munro 62' David McCulloch | Windsor Park, Belfast Toeschouwers: 45.000 Scheidsrechter: Tommy Thompson (ENG) |

|                                                                                       |                  |       |                     |                                                                            |
| 2 december British Home Championship 1936/37 № 176 «onderlinge duels» 14:15 uur (UTC) | Schotland        | 1 – 2 | Wales               | Dens Park, Dundee Toeschouwers: 23.858 Scheidsrechter: Arthur Barton (ENG) |
| 2 december British Home Championship 1936/37 № 176 «onderlinge duels» 14:15 uur (UTC) | Tommy Walker 57' |       | 23', 80' Pat Glover | Dens Park, Dundee Toeschouwers: 23.858 Scheidsrechter: Arthur Barton (ENG) |

### 1937
|                                                                                     |                                          |       |                    |                                                                                   |
| 17 april British Home Championship 1936/37 № 177 «onderlinge duels» 15:00 uur (UTC) | Schotland                                | 3 – 1 | Engeland           | Hampden Park, Glasgow Toeschouwers: 149.407 Scheidsrechter: William McClean (NIR) |
| 17 april British Home Championship 1936/37 № 177 «onderlinge duels» 15:00 uur (UTC) | Frank O'Donnell 47' Bob McPhail 80', 88' |       | 40' Freddie Steele | Hampden Park, Glasgow Toeschouwers: 149.407 Scheidsrechter: William McClean (NIR) |

|                                                                    |                       |       |                     |                                                                               |
| 9 mei Vriendschappelijk № 178 «onderlinge duels» 17:15 uur (UTC+1) | Oostenrijk            | 1 – 1 | Schotland           | Praterstadion, Wenen Toeschouwers: 62.000 Scheidsrechter: John Langenus (BEL) |
| 9 mei Vriendschappelijk № 178 «onderlinge duels» 17:15 uur (UTC+1) | Camillo Jerusalem 76' |       | 78' Frank O'Donnell | Praterstadion, Wenen Toeschouwers: 62.000 Scheidsrechter: John Langenus (BEL) |

|                                                                     |                   |       |                                                      |                                                                                 |
| 15 mei Vriendschappelijk № 179 «onderlinge duels» 17:15 uur (UTC+1) | Tsjecho-Slowakije | 1 – 3 | Schotland                                            | Letenský Stadion, Praag Toeschouwers: 35.000 Scheidsrechter: Peco Bauwens (GER) |
| 15 mei Vriendschappelijk № 179 «onderlinge duels» 17:15 uur (UTC+1) | Antonín Puč 29'   |       | 14' Jimmie Simpson 31' Bob McPhail 73' Torry Gillick | Letenský Stadion, Praag Toeschouwers: 35.000 Scheidsrechter: Peco Bauwens (GER) |

|                                                                                       |                                   |       |                 |                                                                                |
| 30 oktober British Home Championship 1937/38 № 180 «onderlinge duels» 15:00 uur (UTC) | Wales                             | 2 – 1 | Schotland       | Ninian Park, Cardiff Toeschouwers: 41.800 Scheidsrechter: Charlie Argent (ENG) |
| 30 oktober British Home Championship 1937/38 № 180 «onderlinge duels» 15:00 uur (UTC) | Bryn Jones 26' Seymour Morris 40' |       | 72' Alex Massie | Ninian Park, Cardiff Toeschouwers: 41.800 Scheidsrechter: Charlie Argent (ENG) |

|                                                                                        |                 |       |                   |                                                                                     |
| 10 november British Home Championship 1937/38 № 181 «onderlinge duels» 14:40 uur (UTC) | Schotland       | 1 – 1 | Noord-Ierland     | Pittodrie Stadium, Aberdeen Toeschouwers: 21.878 Scheidsrechter: Jimmy Jewell (ENG) |
| 10 november British Home Championship 1937/38 № 181 «onderlinge duels» 14:40 uur (UTC) | Jimmy Smith 48' |       | 15' Peter Doherty | Pittodrie Stadium, Aberdeen Toeschouwers: 21.878 Scheidsrechter: Jimmy Jewell (ENG) |

|                                                       |                                                                             |       |                   |                                                                               |
| 8 december Vriendschappelijk № 182 «onderlinge duels» | Schotland                                                                   | 5 – 0 | Tsjecho-Slowakije | Ibrox Park, Glasgow Toeschouwers: 41.000 Scheidsrechter: Tommy Thompson (ENG) |
| 8 december Vriendschappelijk № 182 «onderlinge duels» | Andy Black 1' David McCulloch 29', 52' Peter Buchanan 40' David Kinnear 74' |       |                   | Ibrox Park, Glasgow Toeschouwers: 41.000 Scheidsrechter: Tommy Thompson (ENG) |

### 1938
|                                                                                    |          |                 |           |                                                                                     |
| 9 april British Home Championship 1937/38 № 183 «onderlinge duels» 15:00 uur (UTC) | Engeland | 0 – 1           | Schotland | Wembley Stadium, Londen Toeschouwers: 93.267 Scheidsrechter: William Hamilton (IRL) |
| 9 april British Home Championship 1937/38 № 183 «onderlinge duels» 15:00 uur (UTC) |          | 5' Tommy Walker |           | Wembley Stadium, Londen Toeschouwers: 93.267 Scheidsrechter: William Hamilton (IRL) |

|                                                                        |                |       |                                                  |                                                                                        |
| 21 mei Vriendschappelijk № 184 «onderlinge duels» 18:00 uur (UTC+1:20) | Nederland      | 1 – 3 | Schotland                                        | Olympisch Stadion, Amsterdam Toeschouwers: 50.000 Scheidsrechter: Charlie Argent (ENG) |
| 21 mei Vriendschappelijk № 184 «onderlinge duels» 18:00 uur (UTC+1:20) | Leen Vente 86' |       | 52' Andy Black 57' Frank Murphy 69' Tommy Walker | Olympisch Stadion, Amsterdam Toeschouwers: 50.000 Scheidsrechter: Charlie Argent (ENG) |

|                                                                                      |               |                                    |           |                                                                                    |
| 8 oktober British Home Championship 1938/39 № 185 «onderlinge duels» 15:00 uur (UTC) | Noord-Ierland | 0 – 2                              | Schotland | Windsor Park, Belfast Toeschouwers: 36.000 Scheidsrechter: Reginald Mortimer (ENG) |
| 8 oktober British Home Championship 1938/39 № 185 «onderlinge duels» 15:00 uur (UTC) |               | 34' Jimmy Delaney 49' Tommy Walker |           | Windsor Park, Belfast Toeschouwers: 36.000 Scheidsrechter: Reginald Mortimer (ENG) |

|                                                                                       |                                         |       |                                 |                                                                                      |
| 9 november British Home Championship 1938/39 № 186 «onderlinge duels» 14:45 uur (UTC) | Schotland                               | 3 – 2 | Wales                           | Tynecastle Park, Edinburgh Toeschouwers: 34.810 Scheidsrechter: Tommy Thompson (ENG) |
| 9 november British Home Championship 1938/39 № 186 «onderlinge duels» 14:45 uur (UTC) | Torry Gillick 30' Tommy Walker 83', 84' |       | 17' Dai Astley 86' Leslie Jones | Tynecastle Park, Edinburgh Toeschouwers: 34.810 Scheidsrechter: Tommy Thompson (ENG) |

|                                                                       |                                                   |       |                          |                                                                               |
| 7 december Vriendschappelijk № 187 «onderlinge duels» 15:00 uur (UTC) | Schotland                                         | 3 – 1 | Hongarije                | Ibrox Park, Glasgow Toeschouwers: 23.000 Scheidsrechter: Harry Nattrass (ENG) |
| 7 december Vriendschappelijk № 187 «onderlinge duels» 15:00 uur (UTC) | Tommy Walker 19' Andy Black 26' Torry Gillick 29' |       | 72' (pen.) György Sárosi | Ibrox Park, Glasgow Toeschouwers: 23.000 Scheidsrechter: Harry Nattrass (ENG) |

### 1939
|                                                                                     |                  |       |                                  |                                                                                    |
| 15 april British Home Championship 1938/39 № 188 «onderlinge duels» 15:15 uur (UTC) | Schotland        | 1 – 2 | Engeland                         | Hampden Park, Glasgow Toeschouwers: 149.269 Scheidsrechter: William Hamilton (NIR) |
| 15 april British Home Championship 1938/39 № 188 «onderlinge duels» 15:15 uur (UTC) | Jimmy Dougal 20' |       | 67' Pat Beasley 88' Tommy Lawton | Hampden Park, Glasgow Toeschouwers: 149.269 Scheidsrechter: William Hamilton (NIR) |

SFA · A-internationals · Selecties · Bondscoaches · Statistieken · Schots vrouwenelftal · Brits olympisch elftal · Schotland U21 · Schotland U20 · Schotland U19 · Schotland U18 · Schotland U17 · Schotland U16 · Vrouwen U17
1872 – 1899 ·
1900 – 1919 ·
1920 – 1929 ·
1930 – 1939 ·
1940 – 1949 ·
1950 – 1959 ·
1960 – 1969 ·
1970 – 1979 ·
1980 – 1989 ·
1990 – 1999 ·
2000 – 2009 ·
2010 – 2019 ·
2020 − 2029
EK's: 1992 ·
1996 ·
2020 ·
2024
WK's: 1954 ·
1958 ·
1974 ·
1978 ·
1982 ·
1986 ·
1990 ·
1998
1872 ·
1873 ·
1874 ·
1875 ·
1876 ·
1877 ·
1878 ·
1878 ·
1879 ·
1880 ·
1881 ·
1882 ·
1883 ·
1884 ·
1885 ·
1886 ·
1887 ·
1888 ·
1889 ·
1890 ·
1891 ·
1892 ·
1893 ·
1894 ·
1895 ·
1896 ·
1897 ·
1898 ·
1899 ·
1900 ·
1901 ·
1902 ·
1903 ·
1904 ·
1905 ·
1906 ·
1907 ·
1908 ·
1909 ·
1910 ·
1911 ·
1912 ·
1913 ·
1914 ·
1915–1919 ·
1920 ·
1921 ·
1922 ·
1923 ·
1924 ·
1925 ·
1926 ·
1927 ·
1928 ·
1929 ·
1930 ·
1931 ·
1932 ·
1933 ·
1934 ·
1935 ·
1936 ·
1937 ·
1938 ·
1939 ·
1940–1945 ·
1946 ·
1947 ·
1948 ·
1949 ·
1950 ·
1951 ·
1952 ·
1953 ·
1954 ·
1955 ·
1956 ·
1957 ·
1958 ·
1959 ·
1960 ·
1960 ·
1961 ·
1962 ·
1963 ·
1964 ·
1965 ·
1966 ·
1967 ·
1968 ·
1969 ·
1970 ·
1971 ·
1972 ·
1973 ·
1974 ·
1975 ·
1976 ·
1977 ·
1978 ·
1979 ·
1980 ·
1981 ·
1982 ·
1983 ·
1984 ·
1985 ·
1986 ·
1987 ·
1988 ·
1989 ·
1990 ·
1991 ·
1992 ·
1993 ·
1994 ·
1995 ·
1996 ·
1997 ·
1998 ·
1999 ·
2000 ·
2001 ·
2002 ·
2003 ·
2004 ·
2005 ·
2006 ·
2007 ·
2008 ·
2009 ·
2010 ·
2011 ·
2012 ·
2013 ·
2014 · 
2015 · 
2016 · 
2017 ·
2018 ·
2019 ·
2020 ·
2021 ·
2022
Albanië ·
Argentinië · 
Armenië ·
Australië ·
België ·
Bosnië en Herzegovina ·
Brazilië ·
Bulgarije ·
Canada ·
Chili ·
Colombia ·
Congo-Kinshasa ·
Costa Rica ·
Cyprus ·
DDR ·
Denemarken ·
Duitsland ·
Ecuador ·
Egypte ·
Engeland ·
Estland ·
Faeröer ·
Finland ·
Frankrijk ·
Georgië ·
Gibraltar · 
GOS ·
Griekenland ·
Hongarije ·
Ierland ·
IJsland ·
Iran ·
Israël ·
Italië ·
Japan ·
Joegoslavië ·
Kazachstan ·
Kroatië ·
Letland ·
Liechtenstein ·
Litouwen ·
Luxemburg ·
Malta ·
Marokko ·
Mexico ·
Moldavië ·
Nederland ·
Nieuw-Zeeland ·
Nigeria · 
Noord-Ierland ·
Noord-Macedonië ·
Noorwegen ·
Oekraïne ·
Oostenrijk ·
Paraguay ·
Peru ·
Polen ·
Portugal ·
Qatar ·
Roemenië ·
Rusland ·
San Marino ·
Saoedi-Arabië ·
Servië ·
Slovenië ·
Slowakije · 
Sovjet-Unie ·
Spanje ·
Trinidad en Tobago · 
Tsjechië ·
Tsjecho-Slowakije ·
Turkije · 
Uruguay ·
Verenigde Staten ·
Wales ·
Wit-Rusland ·
Zuid-Afrika ·
Zuid-Korea ·
Zweden ·
Zwitserland
Engeland (2021) · 
Kroatië (2021) · 
Nieuw-Zeeland (1982) · 
Tsjechië (2021)
België · Bulgarije · Denemarken · Duitsland · Engeland · Estland · Finland · Frankrijk · Griekenland · Hongarije · Ierland · Israël · Italië · Joegoslavië · Letland · Litouwen · Luxemburg · Nederland · Noord-Ierland · Noorwegen · Oostenrijk · Polen · Portugal · Roemenië · Schotland · Spanje · Tsjecho-Slowakije · Turkije · Wales · Zweden · Zwitserland